# Ivanciu Nicolae-Văleanu
Ivanciu Nicolae-Văleanu (n. 28 februarie 1927) este un fost deputat român în legislatura 1992-1996, ales în județul Călărași pe listele partidului PDSR. Ivanciu Nicolae-Văleanu a fost membru al FSN și profesor universitar la Academia de Studii Economice.   
Ivanciu Nicolae-Văleanu s-a născut în satul Pietroiu, comuna Borcea, județul Călărași.

## Legături externe
- Ivanciu Nicolae-Văleanu Arhivat în 17 august 2016, la Wayback Machine. la cdep.ro